# Haydar-Pascha-Moschee (Nikosia)

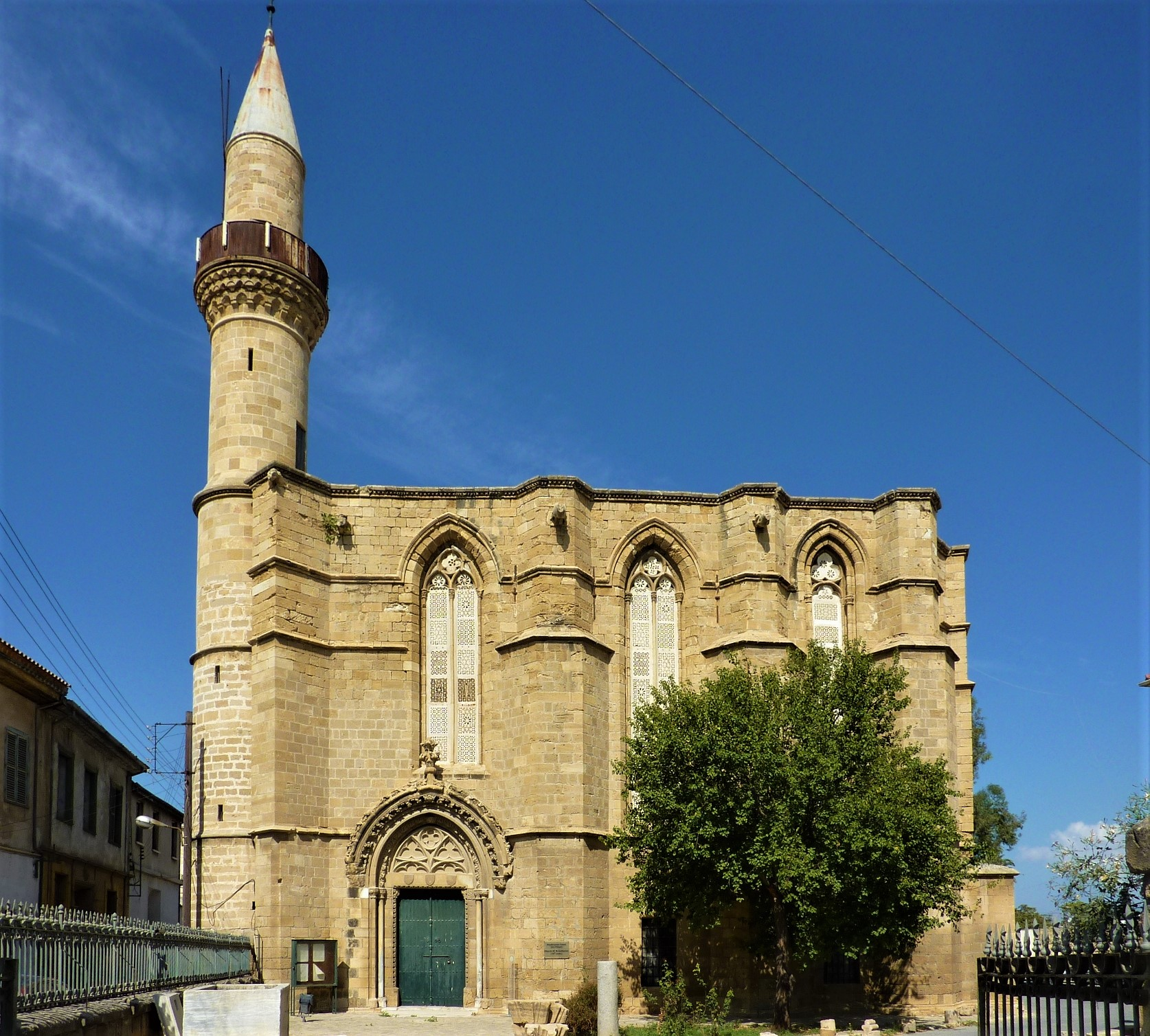
Haydar-Pascha-Moschee

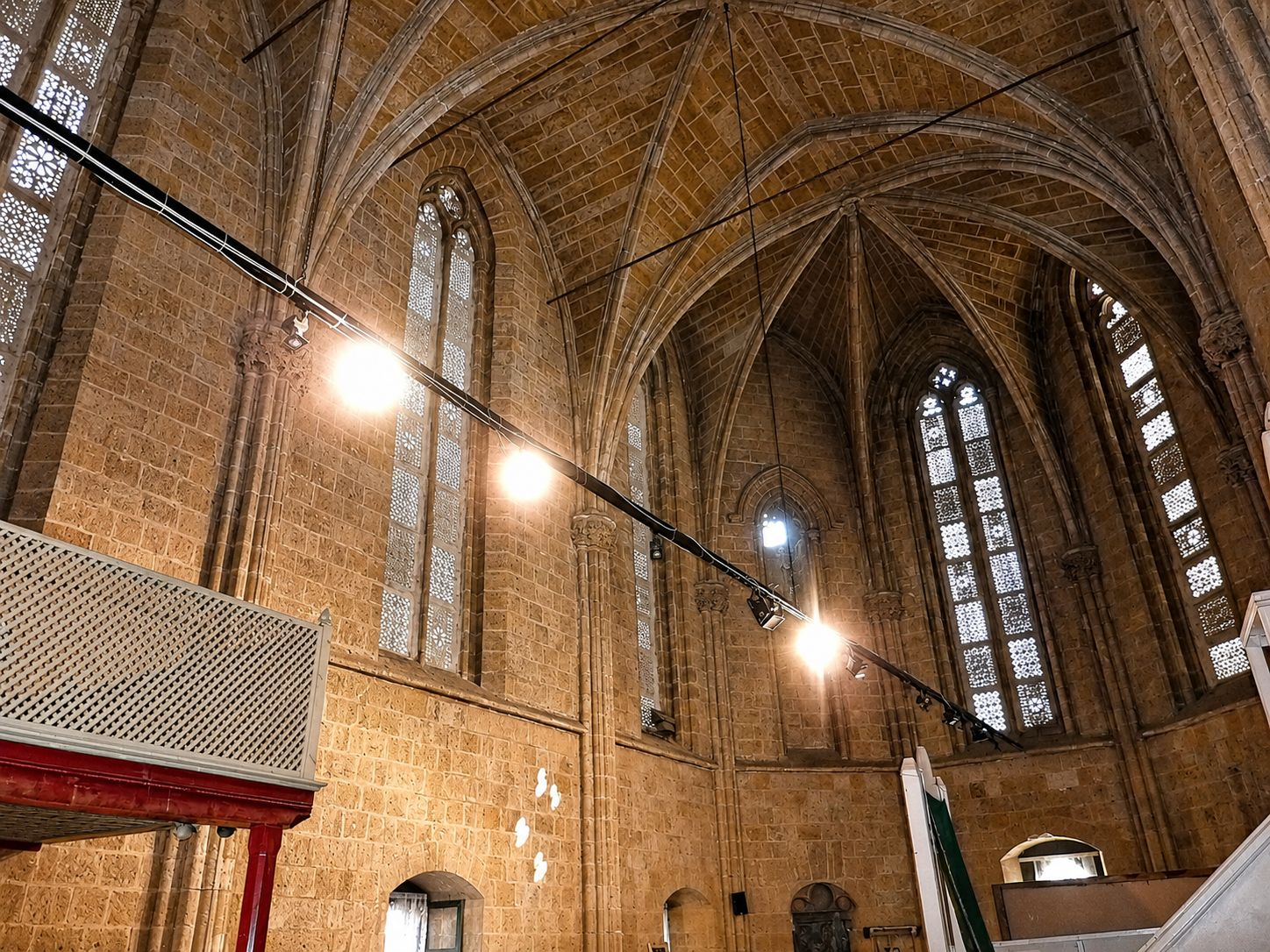
Inneres

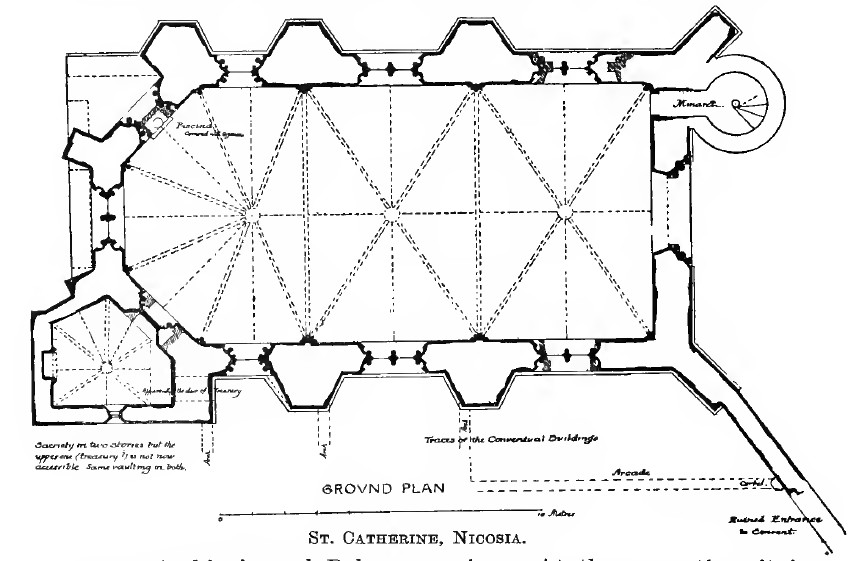
Grundriss 1918

Die Haydar-Pascha-Moschee (türkisch Haydarpaşa Camii, griechisch Χαϊντάρ-πασά τζαμί Chaïntár-pasá tzamí), früher St.-Katharinen-Kirche (Ναός Αγίας Αικατερίνης Naós Agías Aikaterínis), ist eine historische Moschee in Nord-Nikosia, die ursprünglich als der heiligen Katharina von Alexandrien geweihte Pfarrkirche der Kreuzfahrer in Nikosia auf Zypern errichtet worden war. Nach der Eroberung der Stadt durch die Osmanen wurde sie zur Moschee umgewidmet, nach einem bestimmten Haydar Pascha benannt, und ist heute Kunstgalerie.

## Geschichte
St. Katharina wurde gegen Ende des 14. Jahrhunderts durch die fränkischen Kreuzfahrer in Nikosia unweit der St. Sophien-Kathedrale als kleine Pfarrkirche in hochgotischen Formen errichtet. Die Kirche ist 18 Meter lang und acht Meter breit. Sie besitzt ein zweijochiges Langhaus, dem ein Chorjoch folgt, welchem eine polygonal geschlossene Apsis angefügt ist.
Nach der Eroberung der Stadt 1570 wurde St. Katharina zur Haydar-Pascha-Moschee umgewidmet und ein kleiner Treppenturm, der ursprünglich auf das Dach führte, zum Minarett umgebaut. Heute ist das Gebäude säkularisiert und wird für kulturelle Zwecke genutzt. Es befindet sich im nördlichen Teil der Stadt.